# Frank Coraci
Frank Coraci (New York, 1966. február 3. –) amerikai filmrendező és forgatókönyvíró.
Leginkább Adam Sandler színésszel közös filmjeiről ismert.

## Filmográfia

### Film
Filmrendező
| Év   | Magyar cím                | Eredeti cím                 | Megjegyzések    |
| ---- | ------------------------- | --------------------------- | --------------- |
| 1995 | Feltépett sebek           | Murdered Innocence          | forgatókönyvíró |
| 1998 | Nászok ásza               | The Wedding Singer          |                 |
| 1998 | A vizesnyolcas            | The Waterboy                |                 |
| 2004 | 80 nap alatt a Föld körül | Around the World in 80 Days |                 |
| 2006 | Távkapcs                  | Click                       |                 |
| 2011 | A gondozoo                | Zookeeper                   |                 |
| 2012 | A maflás                  | Here Comes the Boom         |                 |
| 2014 | Kavarás                   | Blended                     |                 |
| 2015 | Nevetséges hatos          | The Ridiculous 6            |                 |
| 2018 | Forró hangulat            | Hot Air                     | filmproducer    |

Filmszínész
| Év   | Magyar cím                | Eredeti cím                 | Szerep                                 | Magyar hang |
| ---- | ------------------------- | --------------------------- | -------------------------------------- | ----------- |
| 1996 | Feltépett sebek           | Murdered Innocence          | flúgos a buszon                        |             |
| 1998 | A vizesnyolcas            | The Waterboy                | Roberto                                | Csuja Imre  |
| 2003 |                           | Last Man Running            | Rick szobatársa                        |             |
| 2004 | 80 nap alatt a Föld körül | Around the World in 80 Days | dühös járókelő                         |             |
| 2006 | A nagyi szeme fénye       | Grandma's Boy               | Steven kuzin (stáblistán nem szerepel) |             |
| 2006 | Távkapcs                  | Click                       | ápoló                                  | Vári Attila |
| 2012 | A maflás                  | Here Comes the Boom         | zavarodott edzőtermi látogató          |             |
| 2017 |                           | Sandy Wexler                | bajszos bíró                           |             |

### Televízió
| Év   | Cím             | Megjegyzések |
| ---- | --------------- | ------------ |
| 2007 | I'm in Hell     | tévéfilm     |
| 2016 | Graves          | 1 epizód     |
| 2017 | The 13th Jockey | minisorozat  |

## Együttműködések
Coraci rendezőként az alábbi színészekkel dolgozott együtt több filmjében is:

| Színész         | Nászok ásza (1998) | A vizesnyolcas (1998) | 80 nap alatt a Föld körül (2004) | Távkapcs (2006) | A gondozoo (2011) | A maflás (2012) | Kavarás (2014) | Nevetséges hatos (2015) | Összesen |
| --------------- | ------------------ | --------------------- | -------------------------------- | --------------- | ----------------- | --------------- | -------------- | ----------------------- | -------- |
| Alexis Arquette |                    |                       |                                  |                 |                   |                 |                |                         | 2        |
| Drew Barrymore  |                    |                       |                                  |                 |                   |                 |                |                         | 2        |
| Kathy Bates     |                    |                       |                                  |                 |                   |                 |                |                         | 2        |
| Steve Buscemi   |                    |                       |                                  |                 |                   |                 |                |                         | 2        |
| Allen Covert    |                    |                       |                                  |                 |                   |                 |                |                         | 3        |
| Terry Crews     |                    |                       |                                  |                 |                   |                 |                |                         | 2        |
| Kevin James     |                    |                       |                                  |                 |                   |                 |                |                         | 2        |
| Jon Lovitz      |                    |                       |                                  |                 |                   |                 |                |                         | 3        |
| Nick Nolte      |                    |                       |                                  |                 |                   |                 |                |                         | 2        |
| Adam Sandler    |                    |                       |                                  |                 |                   |                 |                |                         | 6        |
| Rob Schneider   |                    |                       |                                  |                 |                   |                 |                |                         | 5        |
| Luke Wilson     |                    |                       |                                  |                 |                   |                 |                |                         | 2        |
| Henry Winkler   |                    |                       |                                  |                 |                   |                 |                |                         | 3        |

## Fordítás
- Ez a szócikk részben vagy egészben  a   Frank Coraci című angol Wikipédia-szócikk fordításán alapul.  Az eredeti cikk szerkesztőit annak laptörténete sorolja fel. Ez a jelzés csupán a megfogalmazás eredetét és a szerzői jogokat jelzi, nem szolgál a cikkben szereplő információk forrásmegjelöléseként.